# Кузьмин, Василий Петрович
Василий Петрович Кузьмин (22 апреля 1908 — 10 сентября 1989) — советский военный деятель, генерал-майор авиации, участник Великой Отечественной войны.

## Биография
Василий Петрович Кузьмин родился 22 апреля 1908 года в деревне Николаевщина (ныне — Волховский район Ленинградской области). В 1930 году был призван на службу в Рабоче-Крестьянскую Красную Армию. В 1934 году окончил Ленинградскую военно-теоретическую школу лётчиков, после чего поступил в Ейскую военную школу морских лётчиков и лётчиков-наблюдателей. Окончив её в 1936 году, служил инструктором лётчиком, комиссаром эскадрильи в этом же учебном заведении. В сентябре 1939 года поступил на военно-морской факультет Военно-политической академии имени В. И. Ленина. В августе 1941 года ускоренным курсом окончил её.
По окончании академии Кузьмин был направлен на фронт Великой Отечественной войны, в части ВВС Балтийского флота. Был военным комиссаром 57-го штурмового авиационного полка, старшим инструктором по организационно-партийной работе, заместителем начальника политотдела 8-й авиационной бригады. В самый тяжёлый период блокады Ленинграда постоянно находился на аэродромах, ведя агитационно-пропагандистскую работу среди личного состава, мобилизуя его на выполнение поставленных задач. В январе 1943 года по собственной просьбе Кузьмин был допущен к переучиванию на штурмовик Ил-2, и в кратчайшие сроки овладел этой техникой, после чего стал совершать боевые вылеты. В августе 1943 года был назначен заместителем командира 2-й эскадрильи 7-го гвардейского штурмового авиационного полка, а месяцем позже принял под своё командование 1-ю эскадрилью того же полка. Летал на штурмовку вражеских кораблей в Финском заливе Балтийского моря, подавление дальнобойных батарей, огневых точек и живой силы врага на передней линии фронта.
В марте-августе 1944 года командовал 35-м штурмовым авиационным полком ВВС Балтийского флота. Много раз летал ведущим групп из 8 и 12 штурмовиков, нанося врагу большие потери в живой силе и боевой технике. С августа 1944 года командовал 8-м гвардейским штурмовым авиационным полком ВВС Балтийского флота. В общей сложности за время войны Кузьмин совершил 49 успешных боевых вылетов, уничтожив: 6 тральщиков, 3 сторожевых корабля, 3 баржи, 5 сторожевых катеров, 5 батарей, 1 склад с боеприпасами, 1 мост, 1 автомашин и значительное количество другой техники. В июне 1945 года он был представлен к званию Героя Советского Союза, но представление не было реализовано. 
После окончания войны продолжал службу в Военно-морском флоте СССР. Командовал тяжёлым авиаполком, затем тяжёлой авиадивизией. С апреля 1953 года занимал должность помощника командующего ВВС Тихоокеанского флота. В августе 1954 года был уволен в запас. Жил в Ленинграде. Умер 10 сентября 1989 года.

## Награды
- 5 орденов Красного Знамени (15 июля 1943 года, 28 января 1944 года, 26 июня 1944 года, 19 июля 1945 года, 27 декабря 1951 года);
- Орден Ушакова 2-й степени (19 апреля 1945 года);
- Орден Отечественной войны 1-й степени (6 ноября 1985 года);
- Орден Красной Звезды (5 ноября 1946 года);
- Медали «За боевые заслуги» (3 ноября 1944 года), «За оборону Ленинграда», «За взятие Кёнигсберга» и другие медали.